# Biritinga (ort)
Biritinga är en ort i Brasilien.   Den ligger i kommunen Biritinga och delstaten Bahia, i den östra delen av landet, 1 100 km öster om huvudstaden Brasília. Biritinga ligger 317 meter över havet och antalet invånare är 14 833.
Terrängen runt Biritinga är lite kuperad. Det finns inga andra samhällen i närheten.
Omgivningarna runt Biritinga är huvudsakligen savann. Runt Biritinga är det ganska glesbefolkat, med 34 invånare per kvadratkilometer.